# VHS (video)

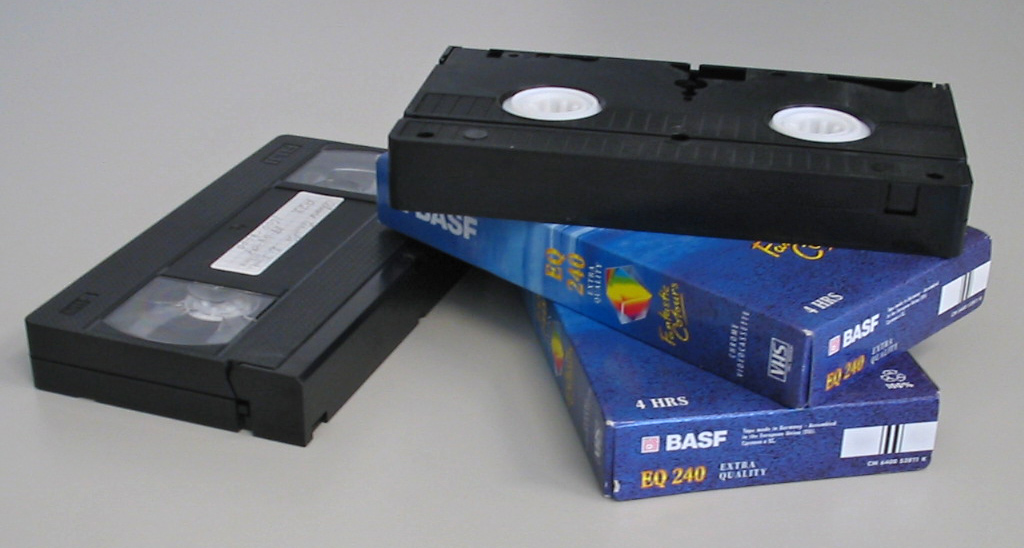
VHS-cassettes

VHS (Video Home System) is een opname- en afspeelstandaard voor videorecorders.
Het heeft een horizontale beeldresolutie van 240 beeldlijnen. De eerste VHS-videorecorder werd in september 1976 geïntroduceerd door JVC; een jaar na Betamax van Sony en drie jaar eerder dan Video 2000 van Philips. VHS werd in 1988 uiteindelijk de algemeen geaccepteerde norm voor de videorecorder na een formaatoorlog. In 1987 kwam een verbeterde versie op de markt onder de naam Super-VHS.
Voor camera's wordt een variant van VHS met kleinere cassettes gebruikt, VHS-C.
De introductie van de videorecorder bracht ook de opkomst van de videotheek met zich mee. Sinds 2006 waren er geen nieuwe films meer beschikbaar op VHS in de Nederlandse videotheek en hebben slechts een handvol videotheken nog een klein assortiment VHS-films. De meeste films waren te huur op dvd of op het nieuwere formaat blu-ray. De laatste Nederlandse videotheek stopte in 2024.
VHS-videobanden worden zowel in Europa, Rusland, Oekraïne als in Noord-Amerika gebruikt. Het Amerikaanse analoge televisiesysteem verschilt echter van het Europese, waardoor Amerikaanse banden vaak niet op Europese videorecorders kunnen worden afgespeeld. In Europa (met uitzondering van Frankrijk) en in Rusland en Oekraïne wordt het televisiesignaal PAL gebruikt. In Noord-Amerika gebruikt men echter het NTSC-signaal, en tevens heeft het lichtnet er een andere frequentie. Dit zorgt ervoor dat veel Europese videorecorders géén Amerikaanse of Canadese VHS-banden kunnen afspelen en vice versa. Een aantal videorecorders is echter aangepast op beide systemen en kan dus ook beide typen afspelen. Sommige typen kunnen tevens omgaan met het Franse SECAM-systeem.
VHS-videobanden kunnen op meerdere manieren slijten. Het veelvuldig gebruik van een videoband zorgt de ervoor dat de kwaliteit telkens terugloopt. Bovendien zijn magneten funest voor de VHS (en Betamax en Video 2000) banden, aangezien ze de data op de magneetband verwijderen. Slijtage van een band is bijvoorbeeld zichtbaar in het beeld. Een toename van het aantal storingen in beeld (zoals horizontale grijze lijnen) is een van de problemen die door het slijten van de band kunnen optreden.
In september 1995 werd een nieuwe standaard beklonken: de dvd. Dit was het nieuwe optische filmformaat van Sony en Philips en zou de opvolger worden van VHS. Het zou echter nog jaren duren voordat de dvd de verkopen van de videoband zouden overstijgen: de dvd had net als VHS te maken met een formaatoorlog en de prijs van de DVR bleef lange tijd hoog. Daarnaast waren in verschillende landen eind jaren 90 de video-cd (VCD) en laserdisk lange tijd populair, echter niet genoeg voor een wereldwijde standaard. De nadelen verdwenen toen in 2004 de DVR betaalbaarder werd en in 2005 er spelers en recorders kwamen die beide dvd-formaten konden spelen en/of beschrijven. De grote filmmaatschappijen zijn in 2006 gestopt met films op VHS om zich geheel te kunnen richten op dvd.
In 2010 beleefde VHS nog een kortstondige heropleving, doordat de horrorfilms The House of the Devil en Paranormal Activity op video werden uitgebracht.
In juli 2016 maakte Funai als laatste fabrikant van VHS-videorecorders bekend de productie te staken.